# La vita non fa rumore
La vita non fa rumore è un romanzo dello scrittore italiano Gian Luca Favetto. È stato pubblicato dalla casa editrice Arnoldo Mondadori Editore nel 2008.

## Edizioni
- Gian Luca Favetto, La vita non fa rumore, 1 ed., collana Collezione Scrittori italiani e stranieri, Arnoldo Mondadori Editore, 2008,  p. 274, ISBN 978-88-04-57100-1.